# Zastava M07
 (août 2023).
 ({{{date}}}).
Le Zastava M07 est un fusil de précision développé et fabriqué par l'entreprise serbe Zastava Arms. 

## Histoire
La production du fusil commence vers l'année 2007. 
En 2017, le ministère serbe de la Défense annonce son intention d'acquérir un lot supplémentaire de M07 pour équiper ses forces armées[réf. nécessaire].
En 2021, la filiale américaine de l'entreprise annonce l'importation du M07AS aux États-Unis[source insuffisante]. 

## Conception
Le M07 est un fusil de précision à verrou basé sur le mécanisme du Mauser 98 . Son mécanisme est surmonté d'un rail Picatinny permettant l'installation d'une optique de visée au choix de l'utilisateur, l'arme ne disposant pas d'organes de visée mécaniques. Le poids de la détente est réglable par le tireur ou un armurier qualifié. Le mécanisme de sécurité comporte trois positions : feu, sécurité avec culasse mobile et sécurité avec culasse bloquée[réf. nécessaire].  
Le canon usiné en acier au chrome-vanadium est forgé à froid, ce qui selon le fabricant améliore la précision et la durée de vie du tube. La bouche du canon n'est pas dotée d'un frein de bouche, mais il est possible d'en installer un ou de monter un modérateur de son[source insuffisante].  
Le M07 est disponible dans deux calibre : le 7.62x51mm OTAN (ou .308 Winchester) ou le 7.62x54R russe. Dans les deux cas, l'approvisionnement se fait par un chargeur de cinq cartouches[réf. nécessaire].  
Trois versions du M07 sont proposées : le M07 à crosse en bois, le M07AS avec châssis en polymère et crosse réglable mais fixe et le M07AF qui dispose d'une crosse repliable latéralement[réf. nécessaire].

## Utilisateurs
- Algérie : en janvier 2018, des photos montrent deux fusils M07AS entre les mains de militaires algériens[5].

- Serbie : l'armée serbe s'est équipée de fusils M07 dans le cadre de son programme de modernisation de ses forces armées[6].[source détournée]